# Takeki Manabe
Takeki Manabe (jap. 真鍋 武紀, Manabe Takeki; * 3. April 1940 in Shimotakaoka, Landkreis Kita (heute: Miki), Präfektur Kagawa) ist ein parteiloser japanischer Politiker und von 1998 bis 2010 Gouverneur von Kagawa.
Manabe, Absolvent der Universität Tokio, wurde in seinem Abschlussjahr 1963 Beamter im Ministerium für Landwirtschaft und Forsten. In den 1990er Jahren war er auch für die Umweltbehörde und das Kokusai Kyōryoku Jigyōdan, eine quasistaatliche Körperschaft, die die japanische Entwicklungshilfe koordiniert, tätig.
1998 kandidierte Manabe bei der Gouverneurswahl in seiner Heimatpräfektur Kagawa um die Nachfolge von Jōichi Hirai, der nach zwölfjähriger Amtszeit nicht mehr antrat. Gegen drei weitere unabhängige Kandidaten konnte sich Manabe bei niedriger Wahlbeteiligung von 39,3 % klar durchsetzen. In seiner ersten Amtszeit erzielte er eine Einigung über die Entsorgung von Industrieabfällen die auf Teshima in Tonoshō illegal entsorgt worden waren. 2002 und 2006 wurde er souverän für jeweils vier weitere Jahre im Amt bestätigt, zuletzt mit Unterstützung von LDP und Kōmeitō.
2009 kündigte Manabe seinen Rückzug aus dem Amt an: Bei der Gouverneurswahl im August 2010 wurde Keizō Hamada zu seinem Nachfolger gewählt.